# Kloster Banjska

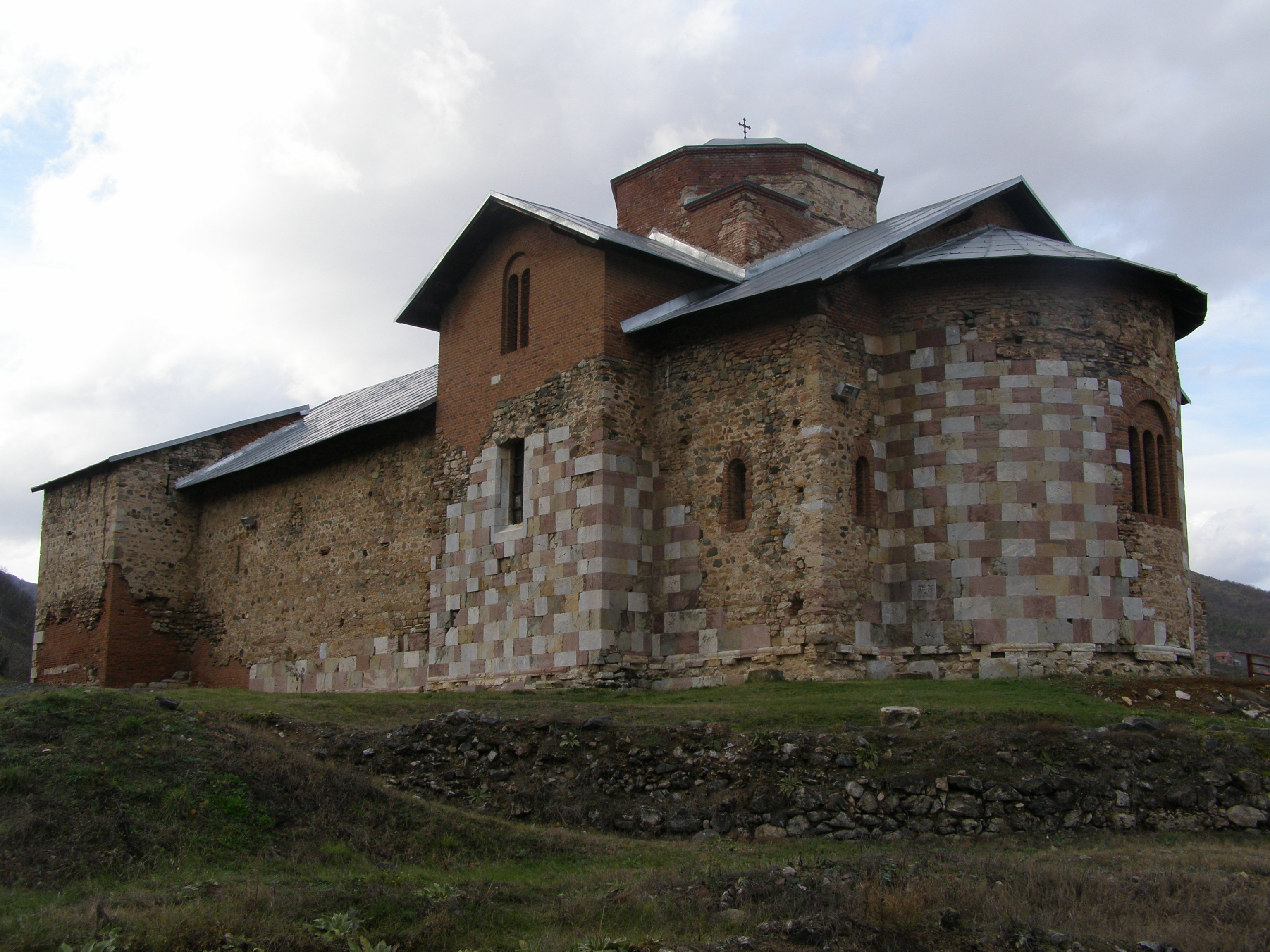
Die Klosterkirche im Jahr 2010

Das Kloster Banjska (serbisch Манастир Бањска Manastir Banjska; albanisch Manstiri i Banjskës) ist ein serbisch-orthodoxes Kloster im Nordkosovo, das ursprünglich zwischen 1313 und 1317 vom serbischen König Stefan Uroš II. Milutin errichtet wurde.

## Geschichte
Das Kloster liegt im gleichnamigen Dorf auf dem Gebiet der Gemeinde Zvečan im Kosovo am Flüsschen Banjska. Es wurde auf Resten einer noch älteren, wahrscheinlich byzantinischen Kirche, erbaut und sollte als letzte Ruhestätte für den serbischen König Stefan Uroš II. Milutin dienen. Er wurde nach seinem Tod 1321 dort beigesetzt. Als die Osmanen 1389 Serbien angriffen, wurde sein Leichnam umgebettet, zunächst nach Trepča. 1460 wurden seine sterblichen Überreste ins bulgarische Sofia übertragen. Dort sind sie in der heutigen Kathedrale Sweta Nedelja in einem Reliquienschrein aufgebahrt. Das Kloster Banjska hingegen wurde von den Osmanen zerstört. Sie errichteten dort ein Militärlager und eine kleine Moschee.
Erst 1912 wurden die Osmanen vertrieben. 1938 wurde das Katholikon des Klosters teilweise wiederhergestellt. Weitere konservatorische und archäologische Arbeiten wurden nach dem Zweiten Weltkrieg durchgeführt. 1990 wurde mit einer Erneuerung des Klosterkomplexes begonnen. Am 15. August 2004 konnte das restaurierte Kloster wieder eingeweiht werden.
Am 24. September 2023 suchte eine Gruppe von 30 bewaffneten serbischen Männern im Kloster Zuflucht und verbarrikadierten sich, nachdem sie zuvor eine Einheit der kosovarischen Polizei in einen Hinterhalt gelockt und einen Beamten getötet hatten. Das Kloster wurde nach einem längeren Schusswechsel von der Polizei gestürmt. Verschiedene der Bewaffneten konnten fliehen, vier andere wurden von der Polizei getötet, sechs weitere verhaftet. Im Kloster wurden große Mengen an Waffen und Munition (Maschinengewehre, Dynamit), militärische Ausrüstung und ein gepanzertes Fahrzeug sichergestellt. Als verantwortlich für den Überfall auf die kosovarischen Polizisten bekannte sich hinterher der Geschäftsmann und stellvertretender Präsident der kosovo-serbischen Partei Serbische Liste, Milan Radoičić. Zugleich erklärte er seinen Rücktritt vom Vizevorsitz.

## Architektur

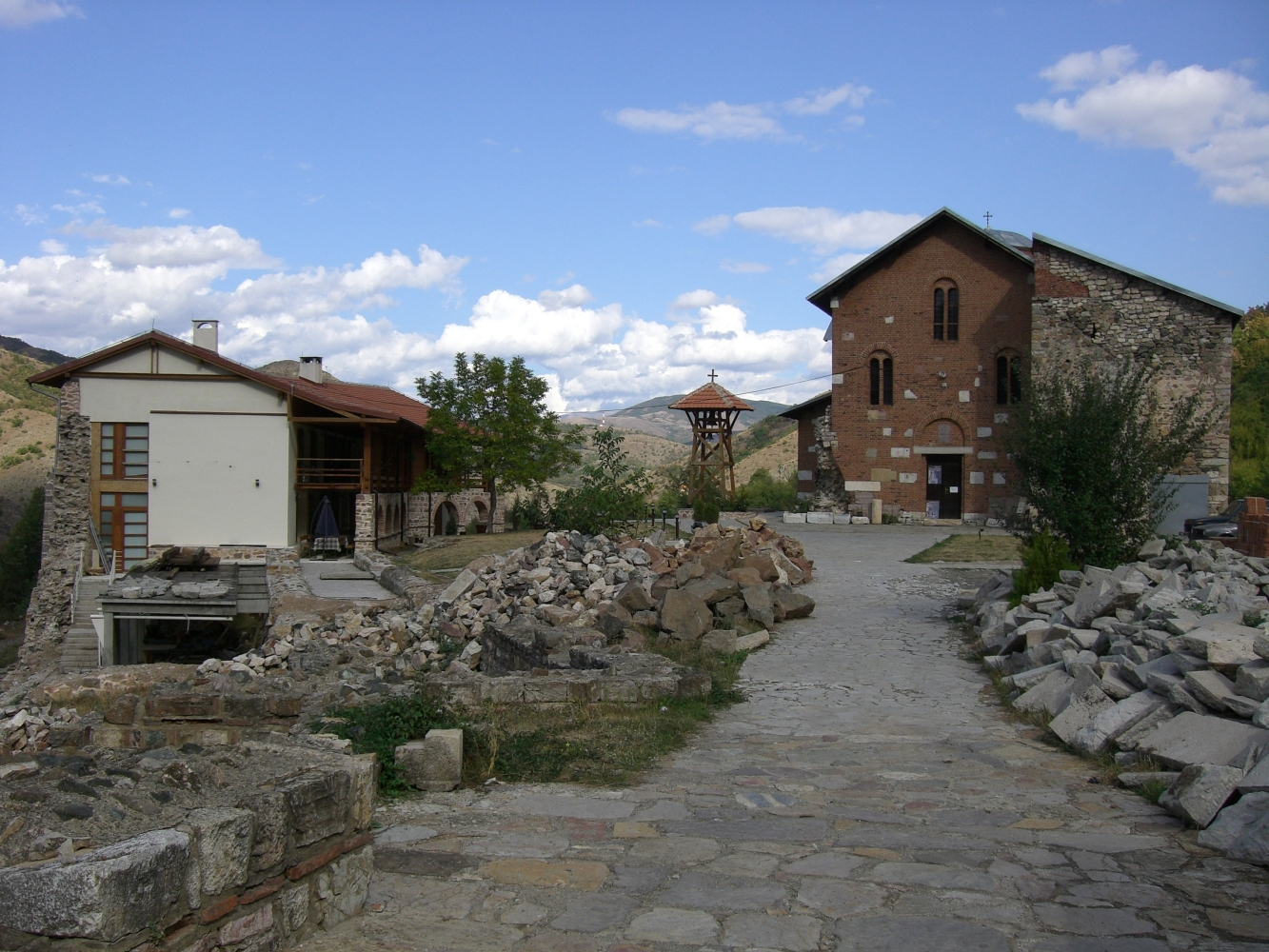
Die Klosteranlage im Jahr 2007

Obwohl sich unter Milutin die Mazedonische Schule in der Architektur durchsetzte und mit den milutinschen Stiftungen Gračanica, Bogorodica Ljeviška und der Königskirche im Kloster Studenica exemplarische Bauwerke für die weitere architektonische Entwicklung sakraler Bauwerke in Serbien begründet wurden, wählte Milutin für seine Grablage ein Bauwerk im Rascischen Stil. Die Wahl eines historischen Stils verdeutlicht die starke Traditionsbindung innerhalb der Nemanjiden, die über 150 Jahre in den Grablagen bis zu Stefan Dečanski den architektonischen Entwurf des Katholikons des Klosters Studenica und die Grablage des Gründers der Dynastie, Stefan Nemanja zitieren. Eine Besonderheit aller Königs-Grabanlagen der serbischen Herrscher bis ins 15. Jahrhundert findet sich auch im Katholikon von Banjska, die Verkleidung der Außenwände mit Marmor. Eine Marmorverkleidung war Königs-Mausoleen vorbehalten, welche in Banjska durch den Einsatz von verschiedenfarbigen Marmoren besonders heraussticht.
Neben der zentralen Vierungskuppel hatte die Klosterkirche ursprünglich zwei Türme über dem Exonarthex. Von Bedeutung war die Bauplastik des Katholikons die Vorbild für die späteren Plastiken im Kloster Visoki Dečani, Sv. Arhangeli sowie für den Baudekor der zahlreichen Bauwerke der Morava-Schule war. Vom ehemals aufwendigen Baudekor hat sich nur eine einzige Plastik erhalten, die Skulptur der Maria mit Kind, die sich einstmals über dem Portal zwischen Narthex und Naos befand und im 16. Jahrhundert in das Kloster Sokolica gerettet wurde.